# أليكساندرا بوب
أليكساندرا بوب (بالألمانية: Alexandra Popp)‏ (مواليد 6 أبريل 1991 في فيتن، ألمانيا) لاعبة كرة قدم ألمانية تلعب مع نادي فولفسبورغ وبدأت باللعب مع منتخب ألمانيا لكرة القدم للسيدات في عام 2010. حصلت أليكساندرا بوب على لقب أفضل لاعب كرة قدم ألماني مرتين ، في عامي 2014 و 2016 ، وفي فبراير 2019 ، تم اختياره قائد المنتخب الوطني.

## روابط خارجية
- أليكساندرا بوب على موقع الاتحاد الدولي (مؤرشف)  (الإنجليزية)
- أليكساندرا بوب على موقع الاتحاد الأوربي (الإنجليزية)
- أليكساندرا بوب على موقع قاعدة بيانات كرة القدم.إي يو (الإنجليزية)
- أليكساندرا بوب على موقع Soccerway.com (الإنجليزية)
- أليكساندرا بوب على موقع عالم كرة القدم.نت (الإنجليزية)
- أليكساندرا بوب على موقع كووورة
- أليكساندرا بوب على موقع اللجنة الأولمبية الدولية (الإنجليزية)
- أليكساندرا بوب على موقع أوليمبيديا (الإنجليزية)
- أليكساندرا بوب على موقع اللجنة الأولمبية الألمانية (الألمانية)